# Dobrova, Celje
Dóbrova je naselje na severnem robu Celja.

## Prebivalstvo
Etnična sestava 1991:
- Slovenci: 167 (96 %)
- Hrvati: 2 (1,1 %)
- Srbi: 1
- Neznano: 4 (2,3 %)